# Cárter seco

Diagrama esquemático de un sistema básico de lubricación de motor por cárter seco. El aceite se acumula en el cárter (1), es extraído continuamente por la bomba de barrido (2) y viaja al tanque de aceite (3), donde los gases arrastrados en el aceite se separan y el aceite se enfría. Los gases (6) se devuelven al cárter del motor. La bomba de presión (4) fuerza el aceite desgasificado y enfriado (5) de regreso a los puntos de lubricación del motor (7)

Un sistema de cárter seco es un método de lubricación empleado en motores de explosión de cuatro tiempos y en motores de dos tiempos de gran tamaño, en el que se utilizan dos o más bombas de aceite y un depósito de lubricante separado, a diferencia del sistema de cárter húmedo convencional (en el que el aceite se deposita en el espacio situado por debajo del cigüeñal y disponen de una sola bomba). Un motor de cárter seco requiere de una válvula de alivio de presión para evitar el efecto de la presión negativa dentro del motor, que podría invertir el sentido correcto de circulación del aceite.
Los cárteres secos son comunes en los motores diésel más grandes, como los que se utilizan en los barcos, así como en los motores de gasolina utilizados en automóviles de carreras, avionetas acrobáticas y en usos de alto rendimiento. La lubricación por cárter seco es adecuada para estas aplicaciones debido a su mayor fiabilidad, capacidad de aceite, reducción de la falta de aceite en condiciones de fuertes aceleraciones g y/u otras razones técnicas o de rendimiento. Por el contrario, pueden no ser adecuados para numerosas aplicaciones debido a su mayor costo, complejidad y/o volumen entre otros factores.

## Mecanismo

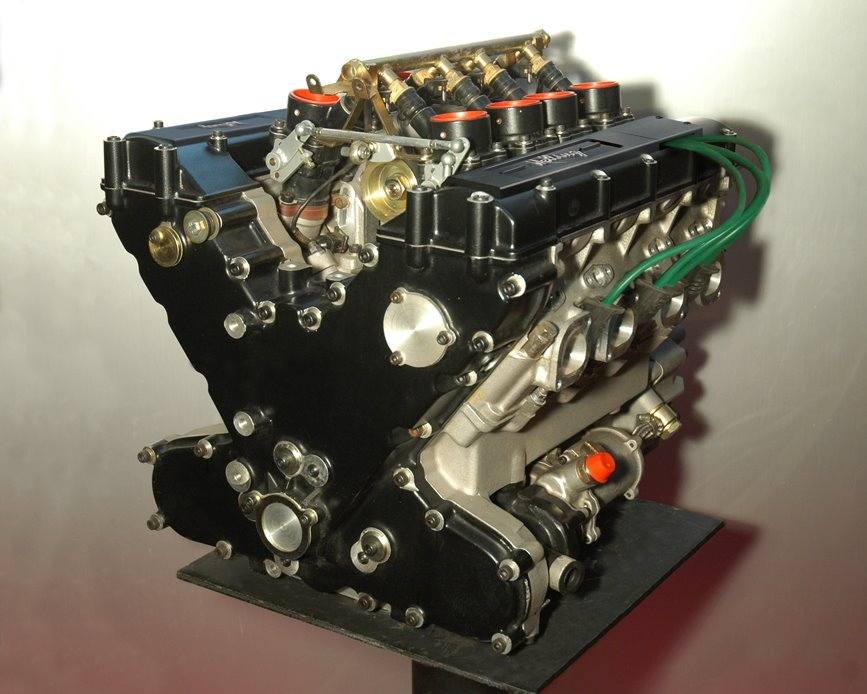
Versión de competición con cárter seco del motor Melling 4.5 V8

Los motores se lubrican y enfrían con aceite, que circula por todo el interior del bloque, engrasando permanentemente distintos cojinetes y otras partes móviles. El lubricante a su vez escurre desde estas piezas, y drena por gravedad hacia la tapa del cárter situada en la base del motor. En el sistema de cárter húmedo de la mayoría de los motores de automóviles de serie, una bomba recoge este aceite del cárter y lo hace circular directamente por el interior del motor. En un cárter seco, el aceite también escurre hacia la base del motor, pero en lugar de acumularse sobre el espacio situado entre el cigüeñal y la tapa del cárter dimensionado al efecto como depósito, cae en un cárter mucho menos profundo, donde una o más bombas de recogida lo extraen y lo transfieren a un depósito (generalmente externo), donde se enfría y se desgasifica antes de recircularlo de nuevo a través del motor mediante una bomba de presión. Los diseños de cárter seco con frecuencia montan la bomba de presión y las bombas de recogida en un cigüeñal común, de modo que una polea en la parte delantera del sistema puede hacer funcionar tantas bombas como requiera el diseño del motor. Es una práctica común tener una bomba de recogida por cada sección del cárter. En el caso de los motores aeronáuticos invertidos, es necesario emplear bombas de recogida independientes para cada bancada de cilindros. Por lo tanto, un motor en V invertido tendría como mínimo dos bombas de recogida y una bomba de presión.
El propósito principal del sistema de cárter seco es contener todo el aceite almacenado en un tanque o depósito separado. Este depósito suele ser alto y cilíndrico o prismático, y está especialmente diseñado con deflectores internos y con una salida en la parte inferior para vaciarlo cuando se cambia el aceite. El sistema de bombeo de lubricante en un cárter seco tiene un mínimo de 2 etapas, con hasta 5 o 6. Una de las etapas proporciona la presión necesaria para suministrar el aceite desde el fondo del depósito, y junto con un regulador ajustable, garantiza el flujo a través del filtro y por dentro del motor. Las etapas restantes "recogen" el aceite de la bandeja del cárter seco y devuelven el aceite (y los gases) a la parte superior del tanque o depósito. Si se usa un radiador de aceite, generalmente se monta en línea entre las salidas de recogida y el depósito. La bomba de cárter seco generalmente es impulsada por una correa de distribución y poleas Gilmer o de alto par, por fuera de la parte delantera del cigüeñal, y aproximadamente a la mitad de la velocidad que este. El sistema de bombeo de cárter seco está diseñado con varias etapas para garantizar que todo el aceite se elimine de la bandeja y también para permitir la eliminación del exceso de aire del cárter.

## Ventajas

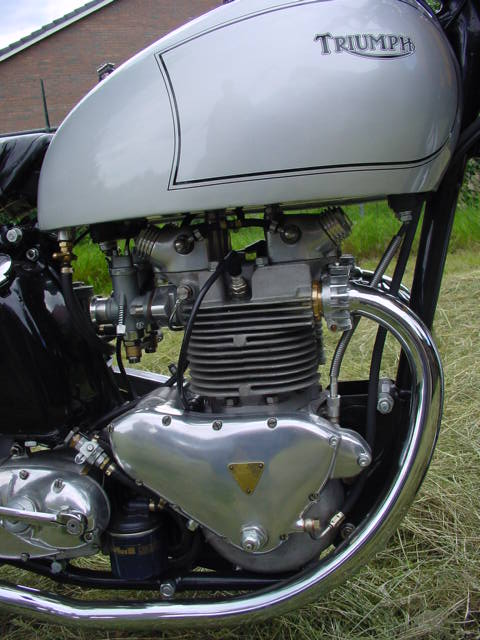
Sistema de cárter seco de una motocicleta Triumph. Se puede observar que en la parte inferior redonda del bloque del motor falta un cárter para almacenar el lubricante. Apenas visible (a la izquierda), aparece el depósito de aceite separado del motor

Un sistema de cárter seco ofrece muchas ventajas sobre un cárter húmedo. Las principales ventajas incluyen:
- Mayor fiabilidad del motor debido a una presión de aceite constante. Esta es la razón por la que se inventaron los cárteres secos.
- Aumento de la capacidad de aceite mediante el uso de un gran depósito externo, que no sería práctico en un sistema de cárter húmedo.
- Prevención de que el motor experimente falta de aceite durante altas aceleraciones g, lo que es particularmente útil en coches de carreras, deportivos, vehículos de altas prestaciones y aviones acrobáticos. Los diseños de cárter seco evitan los problemas asociados al movimiento del aceite debido a las altas fuerzas experimentadas en las curvas, problemas que sí pueden sufrir los sistemas de cárter húmedo, en los que el aceite tiende a acumularse en un mismo lado del cárter, impidiendo la bomba pueda recoger aceite, provocando cavitación y pérdida de presión de aceite.
- Mejoras en el manejo y la estabilidad del vehículo, dado que el centro de masas del vehículo se puede bajar montando el motor más abajo en el chasis gracias al perfil del cárter poco profundo. Además, la distribución de pesos general de un vehículo se puede modificar ubicando el depósito de aceite externo lejos del motor.
- Control mejorado de la temperatura del aceite. Esto se debe al aumento del volumen de aceite que proporciona resistencia a la saturación de calor, la posición del depósito de aceite lejos del motor caliente y la capacidad de incluir sistemas de enfriamiento entre las bombas de recogida y el depósito de aceite y también dentro del propio depósito.
- La capacidad de liberar gases atrapados en el aceite procedente de las fugas a través de los segmentos y de la acción del cigüeñal y de otras partes móviles en el lubricante, permitiendo devolver estos gases a través de una conexión desde la parte superior del depósito de aceite a la cámara de combustión.
- Mejora de la eficiencia de la bomba para mantener el suministro de aceite al motor. Dado que las bombas de recogida se montan normalmente en el punto más bajo del motor, el aceite fluye hacia la entrada de la bomba por gravedad, en lugar de tener que ser elevado a la entrada de la bomba como en un cárter húmedo. Además, las bombas de recorrido pueden tener un diseño que sea más tolerante a los gases atrapados que la bomba de presión típica, que puede perder succión si se mezcla demasiado aire con el aceite. Dado que la bomba de presión normalmente está colocada más baja que el depósito de aceite externo, siempre tiene una presión de succión positiva, independientemente de las fuerzas experimentadas en las curvas.[6]
- Aumento de la potencia del motor debido a la reducción de la viscosidad y de la fricción del aire. En un motor de cárter húmedo, el cigüeñal y otras partes móviles atraviesan el aceite a miles de revoluciones por minuto, provocando un "huracán que azota el aceite de un motor de cárter húmedo en una espuma aireada como un batido en una licuadora".[7] Además, en un cárter húmedo, cada revolución genera cantidades mínimas de pérdidas de potencia parásitas causadas por el arrastre viscoso y el arrastre de aire a medida que las piezas se mueven rápidamente a través del aceite y del aire en la parte inferior del motor. A altas RPM, estas pequeñas fuentes de arrastre se suman, lo que resulta en una pérdida de potencia significativa.[7][8] En un cárter seco, la bomba de retirada elimina el aceite y, por lo tanto, la fuente de fricción viscosa, pero también crea un vacío de aire que reduce significativamente la fricción del aire, liberando así las partes móviles de mucha fricción viscosa y de aire, incrementando el rendimiento del motor.[3][9]
- Tener las bombas montadas fuera del motor facilita su mantenimiento o reemplazo.

## Desventajas

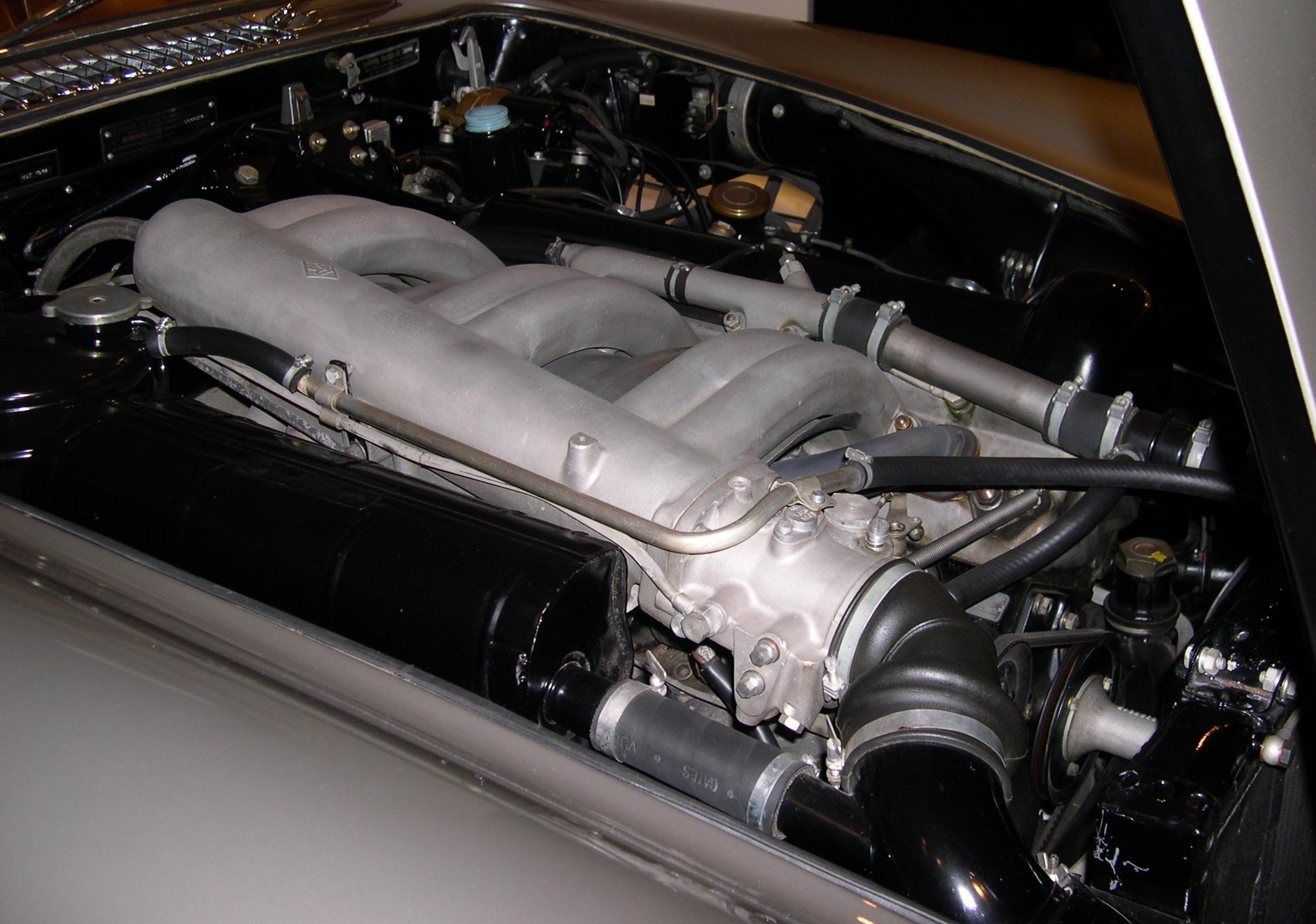
Motor de un Mercedes-Benz 300 SL, provisto de un sistema de cárter seco

Los motores de cárter seco tienen varias desventajas en comparación con los motores de cárter húmedo, que incluyen:
- Los sistemas de cárter seco agregan costo, complejidad y peso al diseño de un motor.
- Las bombas y tuberías adicionales en los motores de cárter seco requieren aceite y mantenimiento adicionales.
- Las características de mejora del rendimiento de la lubricación por cárter seco pueden afectar a las condiciones de conducción diarias de un automóvil. Un buen ejemplo es el clásico Mercedes-Benz 300 SL, un automóvil que fue diseñado para las carreras pero que se vendió al público en general para ser usado en la carretera. El coche tenía una gran capacidad de aceite y un sistema de cárter seco para hacer frente a la marcha continua a alta velocidad durante las carreras. Sin embargo, los propietarios encontraron que en un uso normal el aceite nunca alcanzaba la temperatura de operación correcta, porque el sistema era demasiado eficiente para enfriar el aceite. Se ideó una solución improvisada para bloquear deliberadamente el flujo de aire del sistema de enfriado, con el fin de aumentar la temperatura del aceite.
- El gran depósito externo y las bombas pueden ser difíciles de colocar alrededor del motor y dentro del compartimiento del motor debido a su tamaño.
- Como los pasadores y los pistones dependen para su lubricación y enfriamiento del aceite que se salpica en el cárter, estas piezas pueden tener un engrase inadecuado si la bomba extrae demasiado aceite. La instalación de engrasadores de pistón puede evitar este problema, pero con un costo adicional y mayor complejidad para el motor.[12]
- Una lubricación inadecuada de la distribución también puede convertirse en un problema si se extrae demasiado vapor de aceite de la zona, especialmente con sistemas de bombas de varias etapas.[12]

## Aplicaciones en motores comunes
Los cárteres secos son comunes en los motores diésel más grandes, como los que se usan para la propulsión de barcos, en gran parte debido a una mayor fiabilidad y facilidad de servicio. También se usan comúnmente en coches de carreras y en aviones acrobáticos para solucionar los problemas ligados al efecto de la fuerza g sobre la distribución del aceite, obtener un suministro de aceite más fiable, incrementar la salida de potencia y mejorar el manejo del vehículo. El Chevrolet Corvette Z06 tiene un motor de cárter seco que requiere un cambio de aceite inicial después de 500 millas.

### Motores de motocicleta

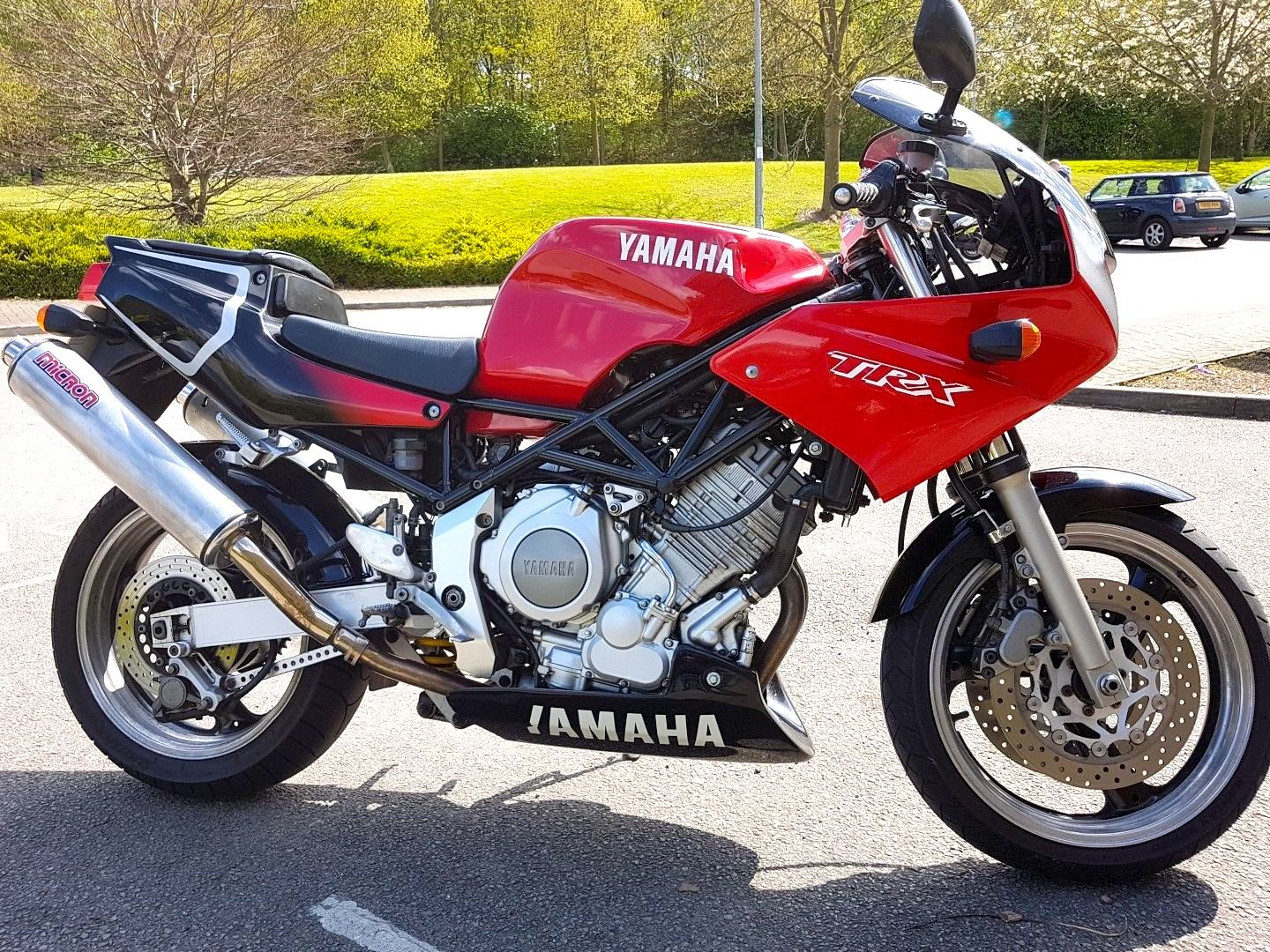
Motocicleta Yamaha TRX850, que utiliza un sistema de cárter seco con el depósito de aceite situado por encima de los cilindros

La lubricación por cárter seco es particularmente aplicable a motocicletas, que tienden a funcionar con más dinamismo que otros vehículos de carretera. Aunque las motocicletas como la Honda CB750 (1969) cuentan con un motor de cárter seco, las motocicletas modernas tienden a utilizar un diseño de cárter húmedo. Esto es comprensible con un motor de cuatro cilindros en línea cruzado, ya que estos motores anchos deben montarse bastante altos en el bastidor (para garantizar una mínima distancia al suelo), por lo que el espacio situado por debajo también puede usarse para un cárter húmedo. Sin embargo, los motores más estrechos se pueden montar más abajo e idealmente deberían usar lubricación por cárter seco.
Varios modelos de motocicletas que usan cárteres secos incluyen:
- Las motocicletas clásicas británicas de dos cilindros en línea, como las BSA, Triumph y Norton, utilizaban lubricación por cárter seco. Tradicionalmente, el depósito de aceite era un elemento separado del motor, con algunas de las últimas BSA y las Triumph Meriden que usaban diseños con "aceite en el bastidor", aprovechando el espacio disponible dentro de los tubos del marco de la motocicleta.

- La motocicleta Yamaha TRX850 tiene un motor bicilíndrico de cárter seco montado a 270 grados. Su depósito de aceite no está separado del motor, sino que forma parte de él, y está ubicado encima de la caja de cambios. Este diseño elimina las tuberías de aceite externas, lo que permite una extracción del motor más sencilla y facilita un calentamiento del aceite más rápido.
- Los modelos Yamaha XT660Z (y R/X) utilizan un diseño de cárter seco en el que los tubos del bastidor se utilizan como depósito de aceite y sistema de refrigeración.[13]
- La Yamaha SR400/500 utiliza un diseño de cárter seco en el que los tubos del bastidor sirven de depósito de aceite y sistema de refrigeración.[14]
- Harley-Davidson ha utilizado sistemas de aceite lubricante de cárter seco en sus motores desde la década de 1930.
- La Aprilia RSV Mille y la Aprilia RST1000 Futura con motor Rotax incorporan un cárter seco, junto con sus motocicletas hermanas, la SL1000 Falco y la ETV1000 Caponord.
- Las motos de cross de cuatro tiempos Honda NX650, XR500R, XR600R, XR650R y XR650L utilizan un cárter seco con el aceite contenido en el interior de las tuberías del cuadro.
- La Suzuki DR-Z400 tiene un cárter seco de 2L con aceite en las tuberías del marco.
- Chennai construyó motos con la marca Royal Enfield antes de 2007. Los diseños de cárter seco de Royal Enfield se eliminaron por completo en 2012.